# Nico Pérez (ville)
Pour les articles homonymes, voir Pérez.
Nico Pérez est une ville de l'Uruguay située dans le département de Florida. Sa population est de 1 049 habitants.

## Histoire
La ville de Nico Pérez a été fondée le 25 juin 1883 pendant la présidence de Máximo Santos.

## Population
| Année | Population |
| ----- | ---------- |
| 1963  | 742        |
| 1975  | 958        |
| 1985  | 580        |
| 1996  | 890        |
| 2004  | 1 049      |

Référence,.